# Rafael Suzuki
Rafael Suzuki (ur. 13 sierpnia 1987 roku w São Paulo) – brazylijski kierowca wyścigowy.

## Życiorys

### Formuła 3
Suzuki rozpoczął karierę w jednomiejscowych samochodach wyścigowych w 2007 roku w Południowoamerykańskiej Formule 3. Z dorobkiem 15 punktów uplasował się tam na 13 pozycji. Na przełomie 2007 i 2008 roku Brazylijczyk osiągnął sukces w pacyficznej serii Formuły 3. W ciągu 18 wyścigów aż trzynastokrotnie stawał na podium. Jednak wśród trzynastu podium było tylko jedno zwycięstwo, dlatego Suzuki uplasował się na najniższym stopniu podium. W latach 2008–2009 Brazylijczyk startował w Niemieckiej Formule 3, gdzie spisywał się dobrze (7 i 4 lokata w klasyfikacji końcowej), jednak nie tak dobrze, jak w Azji. Rok później bowiem Rafael znów stanął na najniższym stopniu podium klasyfikacji generalnej Japońskiej Formuły 3. W 2012 roku nie zdołał jednak obronić tej lokaty i był 6 w klasyfikacji końcowej serii.

### Auto GP World Series
W sezonie 2012 Brazylijczyk wystartował w Auto GP World Series w roli kierowcy wyścigowego zespołu Ombra Racing. Pojawił się on jednak tylko w czasie rundy na torze Autódromo Internacional de Curitiba. Z dorobkiem 12 punktów został sklasyfikowany na 17 lokacie w klasyfikacji generalnej.

## Wyniki

### Podsumowanie
| Sezon     | Seria                                  | Zespół                | Wyścigi | PP | Zwycięstwa | Podium | NO | Punkty | Pozycja |
| --------- | -------------------------------------- | --------------------- | ------- | -- | ---------- | ------ | -- | ------ | ------- |
| 2007      | Formula São Paulo                      | Phebem Fórmula        | 2       | 1  | 0          | 0      |    | 4      | 17      |
| 2007      | Południowoamerykańska Formuła 3        | Cesário Fórmula       | 6       | 0  | 0          | 0      | 0  | 15     | 13      |
| 2007–2008 | Azjatycka Formuła 3 - seria pacyficzna | Team Goddard          | 18      | 3  | 1          | 13     | 0  | 221    | 3       |
| 2008      | Niemiecka Formuła 3                    | Performance Racing    | 18      | 1  | 0          | 2      | 0  | 55     | 7       |
| 2009      | Niemiecka Formuła 3                    | Performance Racing    | 10      | 1  | 0          | 3      | 0  | 46     | 4       |
| 2009      | Niemiecka Formuła 3                    | HS Technik Motorsport | 6       | 0  | 0          | 1      | 0  | 17     | 4       |
| 2009      | Niemiecka Formuła 3                    | Jenichen Motorsport   | 2       | 0  | 0          | 0      | 0  | 2      | 4       |
| 2010      | Japońska Formuła 3                     | TOM’s                 | 14      | 1  | 3          | 9      | 1  | 78     | 3       |
| 2010      | Grand Prix Makau                       | TOM’s                 | 1       | 0  | 0          | 0      | 0  | N/A    | 18      |
| 2012      | Japońska Formuła 3                     | Toda Racing           | 15      | 0  | 0          | 5      | 0  | 38     | 6       |
| 2012      | Auto GP World Series                   | Ombra Racing          | 2       | 0  | 0          | 0      | 0  | 12     | 17      |
| 2013      | International GT Open - GTS            | Bhai Tech Racing      | 15      | 3  | 0          | 0      | 5  | 54     | 3       |
| 2013      | Spanish GT Championship - GTS          | Team Novadriver       | 2       | 0  | 0          | 0      | 1  | 0      | NS      |
| 2014      | Stock Car Brasil                       | ProGP                 | 21      | 0  | 0          | 0      | 0  | 47,5   | 27      |